# Puntarenas (province)
Puntarenas est une province du Costa Rica situé à l'Ouest du pays, le long de l'Océan Pacifique. La capitale porte le même nom : Puntarenas. Elle est entourée (dans le sens des aiguilles d'une montre) des provinces de Guanacaste, Alajuela, San José et Limón, et au sud par le Panama. Pour des raisons administratives, l'île Cocos, située à 550 km au large, est rattachée à cette province. En 2018, sa population était de 486 763 habitants.

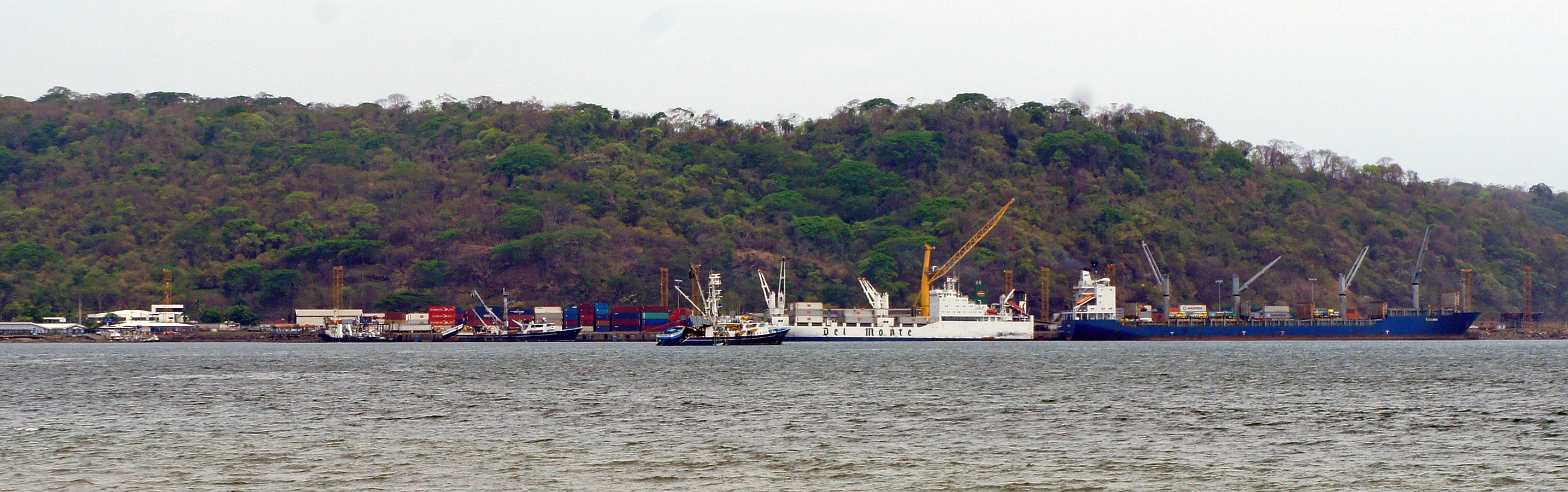
Port de Caldera

## Cantons
La province de Puntarenas est divisée en 13 cantons et 43 districts. Les cantons (et leurs capitales) sont les suivants: